# Felsőtölgyes
Felsőtölgyes (1899-ig Felső-Poruba, szlovákul Horná Poruba) község Szlovákiában, a Trencséni kerületben, az Illavai járásban.

## Fekvése
Illavától 8 km-re délkeletre fekszik.

## Története
1355-ben a kaszai váruradalom birtokainak összeírásában említik először „Poruba” néven. 1356-ban a Kisporubaként említett Alsótölgyestől megkülönböztetésül „Nag Poruba”-ként szerepel egy okiratban. Felsőporubaként 1358-ban szerepel először. 1390 és 1409 között elhúzódó viszály volt a kaszai és az illavai váruradalmak között a község birtoklásáról. A falu régi templomáról 1566-ban tesznek először említést, gótikus stílusú volt és a 15. század első felében épült. A 16. században a falu lakói reformátusok lettek. 1598-ban 27 portát számláltak a faluban. 1671-ben tértek vissza a lakosok a katolikus hitre. 1683-ban német katonaság rabolta ki a templomot és a plébániát. 1784-ben 68 házában 469-en laktak.
A 18. század végén Vályi András így ír róla: „Alsó Poruba, Felső Poruba, Kő Poruba. Három tót faluk Trentsén Vármegyében. Alsónak, és Felsőnek földes Urai Gróf Illésházy, és több Uraságok, fekszenek Missénnek szomszédságában, mellynek filiáji; Kő Porubának pedig földes Ura Szerdahelyi, és több Uraságok, ez fekszik Konszkához közel, mellynek filiája, lakosai katolikusok, határbéli földgyeik olly minéműségűek, mint Nagy-Podrágyé, második osztálybéliek.”
1828-ban 62 házában 635 lakos élt. 1831-ben kolera pusztított a községben.
Fényes Elek 1851-ben kiadott geográfiai szótárában így ír a faluról: „Felső-Poruba, tót falu, Trencsén vmegyében, Illavához 1 1/2 óra: 601 kath., 1 zsidó lak. Kath. fil. templom. F. u. többen. Ut. p. Trencsén.”
Katolikus iskolája 1880-ban épült. 1900-ban 654 lakosa volt. A trianoni diktátumig Trencsén vármegye Ilavai járásához tartozott.

## Népessége
| Év:            | 1994. | 2004.   | 2014.   | 2024.   |
| -------------- | ----- | ------- | ------- | ------- |
| Emberek száma: | 1109  | 1093    | 1073    | 1104    |
| Eltérés:       |       | -1,44 % | -1,82 % | +2,88 % |

| Év:            | 2023. | 2024.   |
| -------------- | ----- | ------- |
| Emberek száma: | 1110  | 1104    |
| Eltérés:       |       | -0,54 % |

1910-ben 706-an lakták, ebből 685 szlovák, 19 magyar és 2 német anyanyelvű; illetve 704 római katolikus és 2 református vallású volt.
1970-ben 1340 lakosából 1339 szlovák volt.
1980-ban 1245 lakosából 1240 szlovák volt.
1991-ben 1096 lakosából 1089 szlovák volt.
2001-ben 1111 lakosából 1093 szlovák volt.
2011-ben 1061 lakosából 1034 szlovák volt.
2021-ben 1084 lakosából 1075 szlovák, (+1) ruszin, 5 (+3) egyéb és 4 ismeretlen nemzetiségű.

## Nevezetességei
- Alexandriai Szent Katalin tiszteletére szentelt római katolikus temploma 1830-ban épült, 1959-ben megújították. A templommal egyidőben épült a plébánia is.

## Külső hivatkozások
- Községinfó
- Felsőtölgyes Szlovákia térképén
- Ismertető szlovák nyelven
- E-obce.sk